# Vuelta a España 1963
La 18.ª edición de la Vuelta a España se disputó del 1 al 15 de mayo de 1963, con un recorrido de 2442 km dividido en 15 etapas, dos de ellas dobles, lo que la convierte en la edición más corta de la historia. La carrera comenzó en Gijón y finalizó en Madrid.
Tomaron la salida 90 corredores, 41 de ellos españoles, repartidos en 9 equipos de los que tan solo lograron finalizar la prueba 65 ciclistas 
El vencedor, Jacques Anquetil, cubrió la prueba a una velocidad media de 37,694 km/h convirtiéndose con su triunfo en el primer de la historia que ganaba las tres Grandes Vueltas. Su compañero de equipo Bas Maliepaard se hizo con la clasificación por puntos y Julio Jiménez se adjudicó la de la montaña. 
De las etapas disputadas, seis fueron para ciclistas españoles.

## Etapas
| Etapa  | Recorrido           | Km       | Ganador            | Líder            |
| 1.ª a  | Gijón-Mieres        | 45       | Antonio Barrutia   | Antonio Barrutia |
| 1.ª b  | Mieres-Gijón        | 52 (CRI) | Jacques Anquetil   | Jacques Anquetil |
| 2.ª    | Gijón-Torrelavega   | 175      | José Segu          | Jacques Anquetil |
| 3.ª    | Torrelavega-Vitoria | 249      | Antonio Barrutia   | Jacques Anquetil |
| 4.ª    | Vitoria-Bilbao      | 104      | Jan Lauwers        | Jacques Anquetil |
| 5.ª    | Bilbao              | 191      | Bas Maliepaard     | Jacques Anquetil |
| 6.ª    | Bilbao-Éibar        | 165      | Guy Ignolin        | Jacques Anquetil |
| 7.ª    | Éibar-Tolosa        | 138      | Valentín Uriona    | Jacques Anquetil |
| 8.ª    | Tolosa-Pamplona     | 169      | José Pérez Francés | Jacques Anquetil |
| 9.ª    | Pamplona-Zaragoza   | 180      | Roger Baens        | Jacques Anquetil |
| 10.ª   | Zaragoza-Lérida     | 144      | Jean Stablinski    | Jacques Anquetil |
| 11.ª   | Lérida-Barcelona    | 182      | Jan Lauwers        | Jacques Anquetil |
| 12.ª a | Barcelona           | 80       | Frans Aerenhouts   | Jacques Anquetil |
| 12.ª b | Sitges-Tarragona    | 52 (CRI) | Miguel Pacheco     | Jacques Anquetil |
| 13.ª   | Tarragona-Valencia  | 252      | Seamus Elliott     | Jacques Anquetil |
| 14.ª   | Cuenca-Madrid       | 177      | Roger Baens        | Jacques Anquetil |
| 15.ª   | Madrid              | 87       | Guy Ignolin        | Jacques Anquetil |

## Equipos participantes
| Equipo                            | Jefe de filas    |
| Saint-Raphaël-Gitane-R. Geminiani | Jean Stablinski  |
| San Pellegrino                    | Vicenzo Mecco    |
| Kas                               | Francisco Gabica |
| GBC-Libertas                      | Edgard Sorgeloos |
| Ruberg                            | Pieter Puschel   |

| Equipo       | Jefe de filas           |
| Ferrys       | José Pérez-Francés      |
| Portugal     | Mario Da Silva          |
| Pinturas Ega | Jaime Alomar            |
| Faema        | José Martín Colmenarejo |

## Clasificaciones
En esta edición de la Vuelta a España se diputaron cinco clasificaciones que dieron los siguientes resultados:
| \| 1. \| Jacques Anquetil \| Francia \| SRA \| 64h 46' 20" \| \| \| 2. \| José Martín Colmenarejo \| España \| FAE \| + 3' 06" \| \| \| 3. \| Miguel Pacheco \| España \| KAS \| + 3' 32" \| \| \| 4. \| Bas Maliepaard \| Holanda \| SRA \| + 5' 06" \| \| \| 5. \| Francisco Gabica \| España \| KAS \| + 7' 57" \| \| \| 6. \| Antonio Suárez \| España \| FAE \| + 8' 13" \| \| \| 7. \| Eusebio Vélez \| España \| KAS \| + 8' 34" \| \| \| 8. \| Antonio Gómez del Moral \| España \| FAE \| + 9' 10" \| \| \| 9. \| Jean Stablinski \| Francia \| SRA \| + 9' 31" \| \| \| 10. \| Guillaume Van Tongerloo \| Bélgica \| GBC \| + 10' 48" \| \| |                         |         |     |             |  |
| 1. | Jacques Anquetil        | Francia | SRA | 64h 46' 20" |  |
| 2. | José Martín Colmenarejo | España  | FAE | + 3' 06"    |  |
| 3. | Miguel Pacheco          | España  | KAS | + 3' 32"    |  |
| 4. | Bas Maliepaard          | Holanda | SRA | + 5' 06"    |  |
| 5. | Francisco Gabica        | España  | KAS | + 7' 57"    |  |
| 6. | Antonio Suárez          | España  | FAE | + 8' 13"    |  |
| 7. | Eusebio Vélez           | España  | KAS | + 8' 34"    |  |
| 8. | Antonio Gómez del Moral | España  | FAE | + 9' 10"    |  |
| 9. | Jean Stablinski         | Francia | SRA | + 9' 31"    |  |
| 10. | Guillaume Van Tongerloo | Bélgica | GBC | + 10' 48"   |  |

| \| 1. \| Bas Maliepaard \| Holanda \| SRA \| 130 puntos \| \| 2. \| Edgar Sorgeloos \| Bélgica \| GBC \| 105 puntos \| \| 3. \| Frans Aerenhouts \| Bélgica \| GBC \| 102 puntos \| |                  |         |     |            |
| 1. | Bas Maliepaard   | Holanda | SRA | 130 puntos |
| 2. | Edgar Sorgeloos  | Bélgica | GBC | 105 puntos |
| 3. | Frans Aerenhouts | Bélgica | GBC | 102 puntos |

| \| 1. \| Julio Jiménez \| España \| FAE \| 61 puntos \| \| 2. \| Antonio Karmany \| España \| FER \| 56 puntos \| \| 3. \| Guy Ignolin \| Francia \| SRA \| 53 puntos \| |                 |         |     |           |
| 1. | Julio Jiménez   | España  | FAE | 61 puntos |
| 2. | Antonio Karmany | España  | FER | 56 puntos |
| 3. | Guy Ignolin     | Francia | SRA | 53 puntos |

| \| 1. \| José Segu \| España \| FAE \| 19 puntos \| |           |        |     |           |
| 1.                                                  | José Segu | España | FAE | 19 puntos |

| \| 1. \| Saint-Raphaël-Gitane-R. Geminiani \| Francia \| SRA \| 194h 21' 13" \| |                                   |         |     |              |
| 1.                                                                              | Saint-Raphaël-Gitane-R. Geminiani | Francia | SRA | 194h 21' 13" |